# Sniper (informática)
Un sniper es una herramienta (software o sitio web) que permite al usuario, después de programarlo, pujar automáticamente en su lugar en ciertos sitios de venta en subasta en línea.
La aparición de snipers se enmarca dentro del crecimiento y popularidad del sitio de venta en subasta de eBay. Los usuarios pretendieron disponer de herramientas que les permitan evitar de permanecer delante de la pantalla para seguir la evolución de la venta y pujar.

## Deontología
Argumentos en contra:
- Hay usuarios que no encuentran noble que les roben, en los últimos segundos, una subasta que consideraban ganada (en una subasta real el subastador siempre pregunta si alguien tiene una oferta mejor).
- Muchos vendedores se quejan cuando ven sus ingresos reducidos, ya que no existe el pique personal (apuesta contra apuesta) que puede hacer subir el precio final de forma notable.

Pero hay argumentos a favor:
- La primera gran ventaja que ofrece un sniper al usuario, es que puede cancelar la oferta en cualquier momento, incluso en los últimos segundos de la subasta, sin miedo a molestar a los vendedores o hacer intervenir al administrador de la web de subastas, que puede aplicar una sanción de puntos negativos que degrade su perfil de usuario.

- La otra gran ventaja es la protección del usuario contra los vendedores fraudulentos. El subastador fraudulento es una persona que hace apuestas en su propio artículo, o utiliza cómplices para hacerlo, para conseguir inflar el precio final. El vendedor deshonesto no tendrá ningún interés en hacer su juego de apuestas fraudulentas contra un objetivo potencial que desconoce, que no sabe que está ahí fuera, esperando para hacer la oferta en el último momento.

## Tipos de snipers

### Los software
Tras instalar el software en la computadora, es necesario parametrar el programa informático, indicando los códigos de acceso al sitio de venta y luego poner la lista de objetos que se desea pujar automáticamente, indicando un importe máximo y una hora de puja.
El ordenador debe permanecer encendido. A la hora prevista, el ordenador se conecta con la red internet, luego con el sitio de venta en subasta y puja automáticamente en lugar del usuario.

### Los sitios web
El parametraje es idéntico, pero la grabación se hace directamente en un sitio web. A la hora fijada, el sitio web se conecta con el servidor del sitio de venta y puja.
Por lo tanto, no es necesario dejar el ordenador encendido. La principal ventaja es la seguridad de esta herramienta : la avería informática o eléctrica, o la interrupción de la línea internet del usuario no pueden imposibilitar la puja.

#### Sitios de venta en subasta
Desde la desaparición de Yahoo! Auctions, los snipers sirven los sitios siguientes :
- eBay, con numerosos softwares y sitios web, la mayoría en inglés
- Delcampe Internacional, con un solo sitio, llamado Snippy's, en francés y en inglés

## Tarifas y precios
El precio que debe pagarse es variable según la herramienta :
- Para un software: después de haber invertido en la compra de un programa informático, la utilización es gratuita e ilimitada.
- Para un sitio web: según los sitios, es posible, sea abonarse a tanto alzado de forma temporal (1 mes, 3 meses, 1 año) con un número ilimitado de pujas sea pagar unos gastos a cada puja adquirida, por lo general en función del importe de la puja,

La mayoría de los sitios proponen a los internautas un periodo de prueba gratuita.

### Modos de pago
Cada sitio web fija los modos de pago. Los más utilizados son los siguientes :
- PayPal, la plataforma de pago electrónico, propiedad de eBay desde el año 2002
- Moneybookers, plataforma de pago electrónico independiente, asequible, entre otras cosas, desde Delcampe Internacional